# Grand Trianon

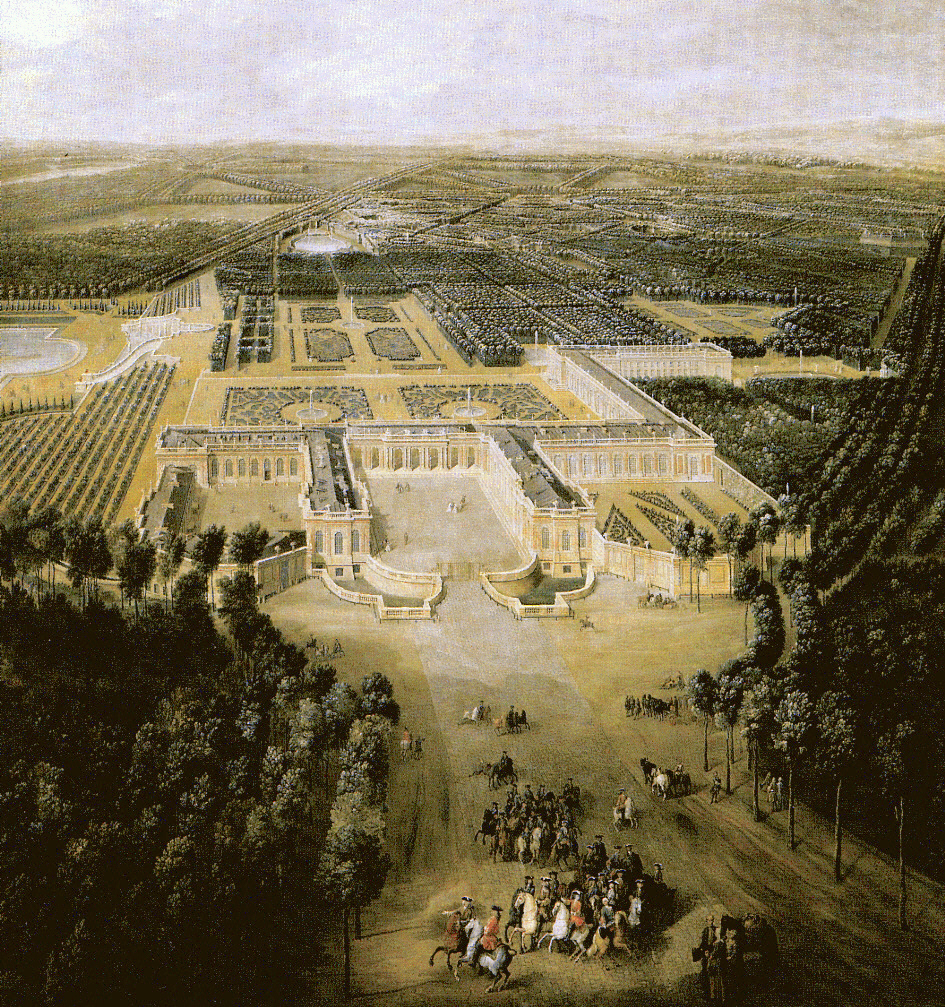
Il Grand Trianon, dipinto del 1700

Il Grand Trianon o Trianon di marmo è un palazzo che Luigi XIV fece costruire vicino a Versailles in Francia. L'esterno dell'edificio è rivestito di marmo e da ciò prende il nome di «Trianon di marmo». Fa parte del patrimonio dell'umanità dell'UNESCO dal 1979.

## Storia
Nel 1670 Luigi XIV decise di demolire il villaggio di Trianon, a nord-ovest del parco di Versailles, per costruirvi un edificio che gli permettesse di fuggire la corte. Fu Louis Le Vau ad essere incaricato di questa costruzione: egli scelse di rivestire i muri di porcellana di Delft, blu e bianca. Il giardino offriva già splendide aiuole fiorite. Fin dall'inizio, Luigi XIV consacrò questa dimora ai suoi amori con Madame de Montespan. Ma la decorazione del «Trianon di porcellana»  fragile e unica al tempo stesso non resistette alle intemperie. Nel 1683 avviene la prima assoluta nel Théâtre de la Cour de Marbre du Grand Trianon del successo di Phaéton di Jean-Baptiste Lully.
Il Trianon di porcellana fu demolito nel 1687, il primo anno di disgrazia di Madame de Montespan, per cui era stato costruito. Lo stesso anno, un nuovo progetto vide la luce. A Jules Hardouin-Mansart, il nuovo "Primo architetto del re" venne affidata la costruzione di un nuovo Trianon in uno stile più italianeggiante. Il cantiere durò da giugno 1687 a gennaio 1688. Il Grand Trianon, o Trianon di marmo, fu inaugurato nell'estate del 1688, da Luigi XIV e Madame de Maintenon. I saloni sono affollati da molti principi della casa reale: il Gran Delfino, il duca e la duchessa di Berry, il duca di Chartres, la duchessa di Borbone, e la duchessa d'Orléans. Sotto Luigi XV, Maria Leszczyńska vi risiedette dal 1740. Ma Luigi XV si disinteressò totalmente del palazzo. Maria Antonietta preferì di gran lunga il Petit Trianon, tuttavia fece qualche apparizione nella galerie des Cotelles. Durante la Rivoluzione il castello del Grand Trianon fu gravemente danneggiato.

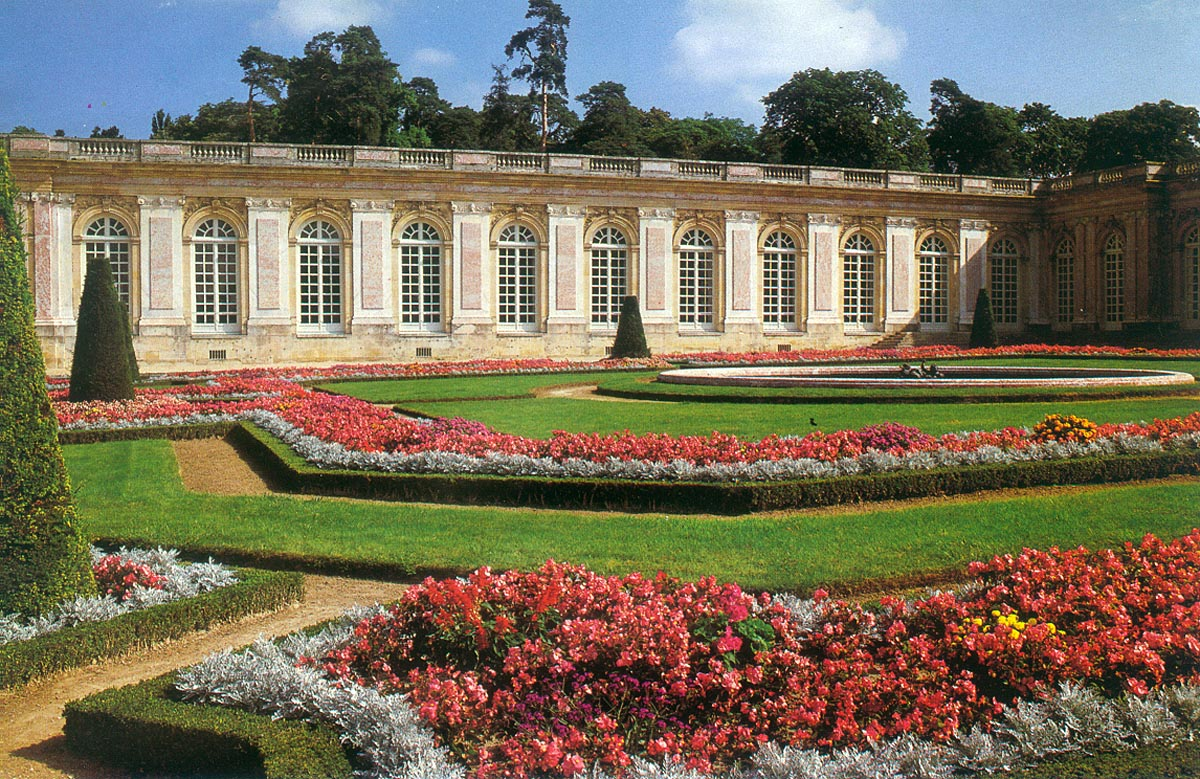
Grand Trianon, vista dei giardini

Bisognerà attendere il Primo Impero e Napoleone Bonaparte perché il palazzo riacquisti la sua importanza. Nel 1805 si procedette al restauro dei due palazzi. Dal 1809 al 1810, il castello fu arredato nuovamente. L'imperatore compì numerosi soggiorni a Trianon fra il 1809 e il 1813. Qui celebrò il suo matrimonio con l'imperatrice Maria Luisa. Sotto Luigi XVIII non si effettuò nessun cambiamento nel castello, furono rimosse soltanto le insegne imperiali. Carlo X vi fece sosta sulla via dell'esilio. Dal 1830 al 1848 Maria Amalia di Borbone-Due Sicilie adattò il castello ai gusti del tempo per risiedervi. Il Grand Trianon fa parte oggi del percorso turistico del parco di Versailles e una delle sue ali è adibilta all'esposizione di mostre temporanee.  Il Trianon funge talvolta da cornice per le cerimonie ufficiali della Repubblica e nell'ala del Trianon-sous-bois sono ospitati gli invitati presidenziali.

## Pianta e architettura

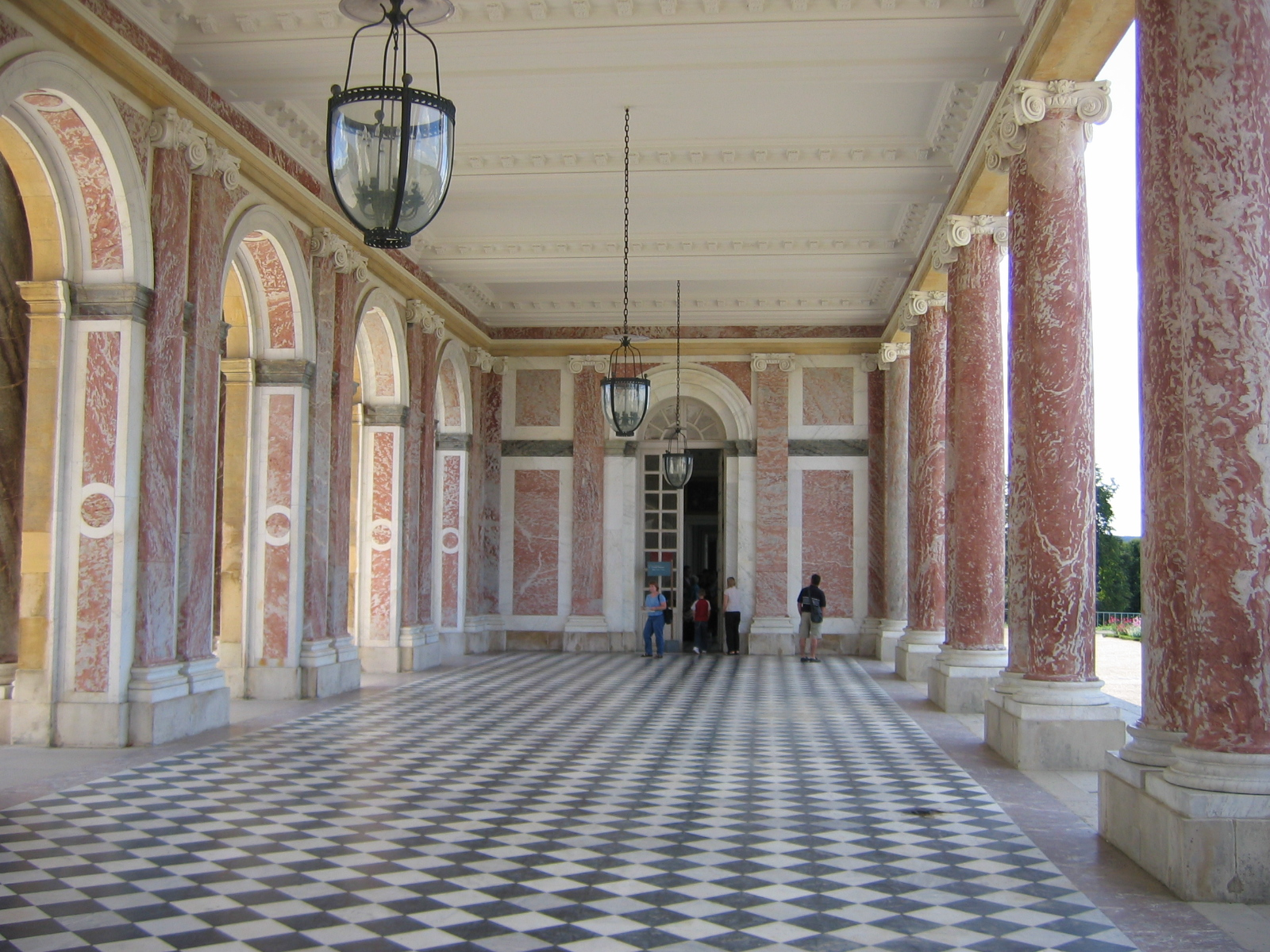
Loggia del peristilio del Grand Trianon

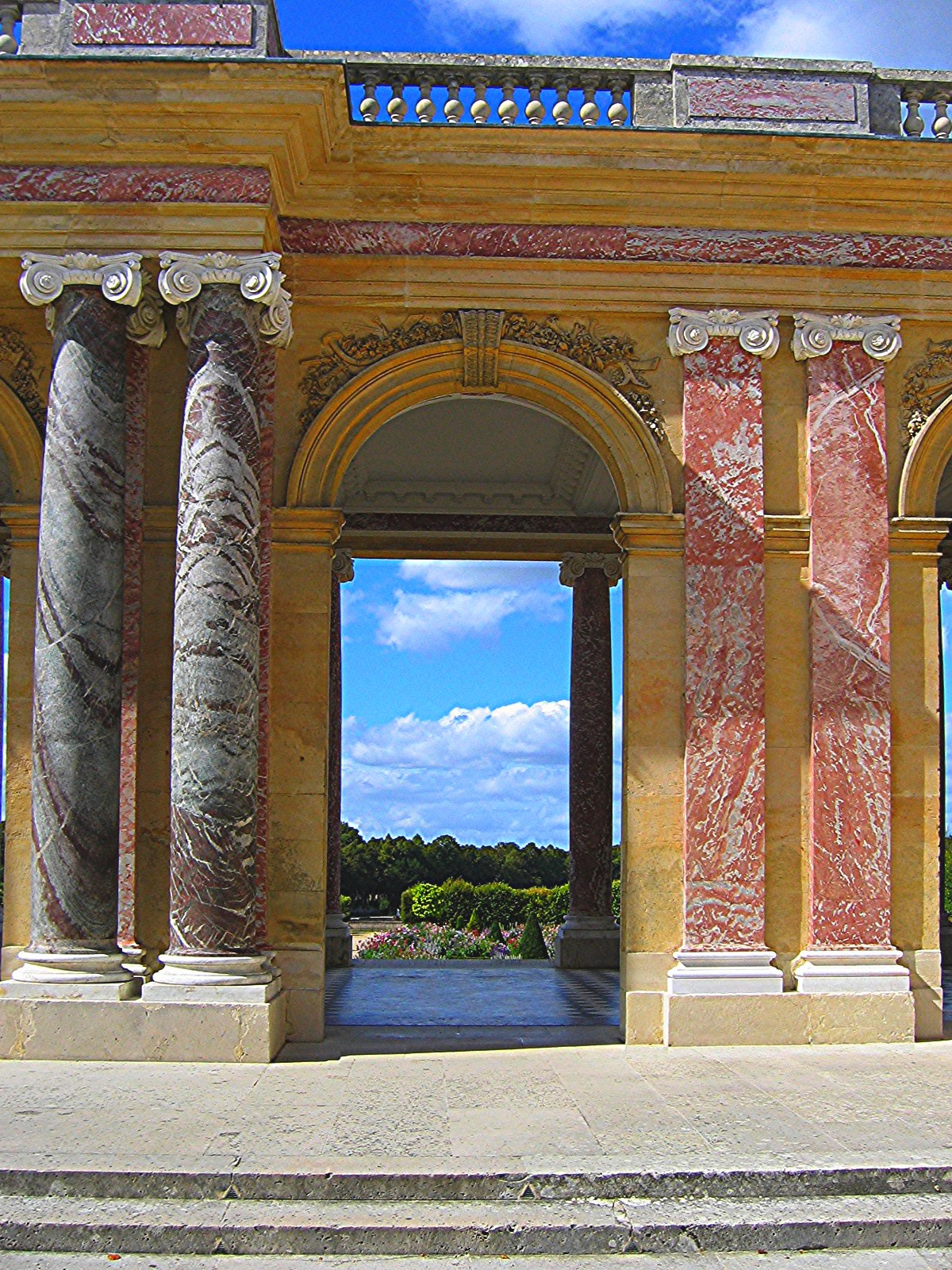
Loggia del Grand Trianon

Il Grand Trianon è un esempio di stile classico francese intrecciato con lo stile italiano. Il complesso degli edifici, in cui domina il rosa, è molto grazioso. Si entra nel cortile attraverso un cancello basso: a destra, si trova la manica settentrionale. A sinistra, si trova la manica meridionale coperta da un tetto piatto, con balaustra. Il materiale che riveste i muri è una pietra bionda; i pilastri sono di marmo rosa di Linguadoca. In fondo alla corte una loggia, voluta da Luigi XIV e progettata da Robert de Cotte, unisce le maniche settentrionale e meridionale. Non si tratta propriamente di un peristilio, perché non gira completamente attorno al cortile. Il cortile di servizio si situa dietro alla manica meridionale. Infine, un'ala perpendicolare alla manica settentrionale è chiamata Trianon-sous-Bois.

## Parco
I giardini sono semplici e ornati, fra gli altri, da un gioco d'acqua progettato da Mansart nel 1703.

## Soggiorni celebri
- 1690-1703: Luigi XIV

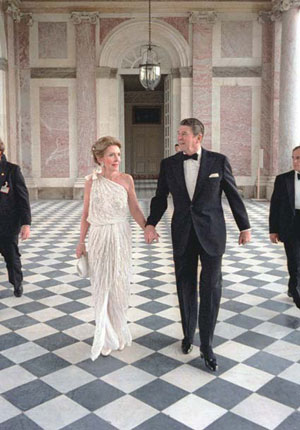
Ronald e Nancy Reagan nel peristilio del Grand Trianon nel 1982

- 1703-1711: Luigi, il Gran Delfino, figlio di Luigi XIV
- 1717: Pietro il Grande, zar di Russia
- 1740: Maria Leszczyńska, consorte di Luigi XV
- 1810-1814: Maria Luisa d'Asburgo-Lorena, consorte di Napoleone
- 1830-1848: Maria Amalia di Borbone-Due Sicilie, consorte di Luigi Filippo.